# Le Temps des offrandes
A Time of Gifts
Le Temps des offrandes (A Time of Gifts) est un récit de voyage de l'écrivain britannique Patrick Leigh Fermor (1915-2011), le premier d'une série de trois livres racontant son voyage à pied à travers l'Europe depuis Hoek van Holland aux Pays-Bas jusqu'à Constantinople entre 1933 et 1934.
Ce premier volume retrace le trajet jusqu'au Danube moyen avec la traversée des Pays-Bas, de l'Allemagne au temps du nazisme, de l'Autriche et de la Tchécoslovaquie. Le récit se termine par la traversée du pont Mária Valéria séparant Tchécoslovaquie et Hongrie.
La seconde partie, Entre fleuve et forêt (Between the Woods and the Water), est publiée en 1986 et la troisième partie, La Route interrompue (The Broken Road), en 2013, après la mort de l'auteur,.

## Prix
- 1978 : Prix WH Smith[4]

## Hommage
En 2011, Nick Hunt réalise un voyage de 4 000 km en 7 mois depuis les Pays-Bas jusqu'à Istanbul dans les traces de Patrick Leigh Fermor. Il en tire un ouvrage : Walking the Woods and the Water: In Patrick Leigh Fermor’s footsteps from the Hook of Holland to the Golden Horn.